# Tetrafobi

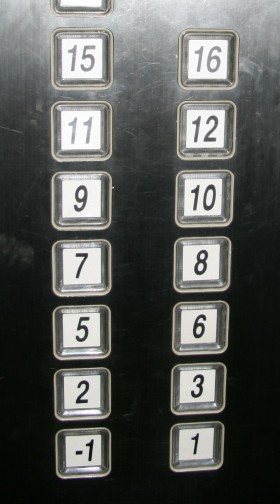
En hiss i Shanghai som saknar våning nummer 4, 13 och 14.

Tetrafobi är en aversion eller rädsla för siffran 4. Det är en vidskeplighet vanligt förekommande i östasiatiska länder som Kina, Japan, Korea och Taiwan.
Det kinesiska ordet för fyra (四, sì)  är väldigt likt ordet för död (死, sǐ) i många former av det kinesiska talspråket. De sinojapanska och sinokoreanska uttalen av ordet ”fyra” är exakt likadana som respektive ord för död.
I enlighet med det skrockfulla beteendet bör man undvika siffran fyra i olika sammanhang, till exempel under storhelger, eller när en familjemedlem är sjuk. Även tal som innehåller siffran 4 undviks som 14, 24 och så vidare.
Vid numrering av våningsplan finns det hus som inte innehåller någon fyra och bordsnumrering på restauranger följer samma mönster. I dessa sammanhang är det vanligt att fyran byts mot 3A, 13A, 23A och så vidare, eller att den utgår helt.
I Hongkong finns det bostadskomplex, som Vision City och The Arch, som helt saknar våningsplanen 40 till 49. Direkt efter våning 39 följer 50.
I städer där östasiatiska och västerländska kulturer möts, som Hongkong och Singapore, händer det att både våning 13 och 14 saknas inklusive alla andra som innehåller fyror.

## I populärkultur
- Karaktären Guido Mista i JoJo's Bizarre Adventure: Golden Wind lider av tetrafobi, som yttrar sig genom att han bland annat får panik när han inser att han har exakt fyra kulor kvar att ladda om sin revolver med och att han vägrar äta tårta till efterrätt då servitören skurit tårtan i fyra bitar.